# Senometopia intermedia
Senometopia intermedia är en tvåvingeart som först beskrevs av Herting 1960.  Senometopia intermedia ingår i släktet Senometopia, och familjen parasitflugor. Arten är reproducerande i Sverige.